# Neuhaus (Angermünde)

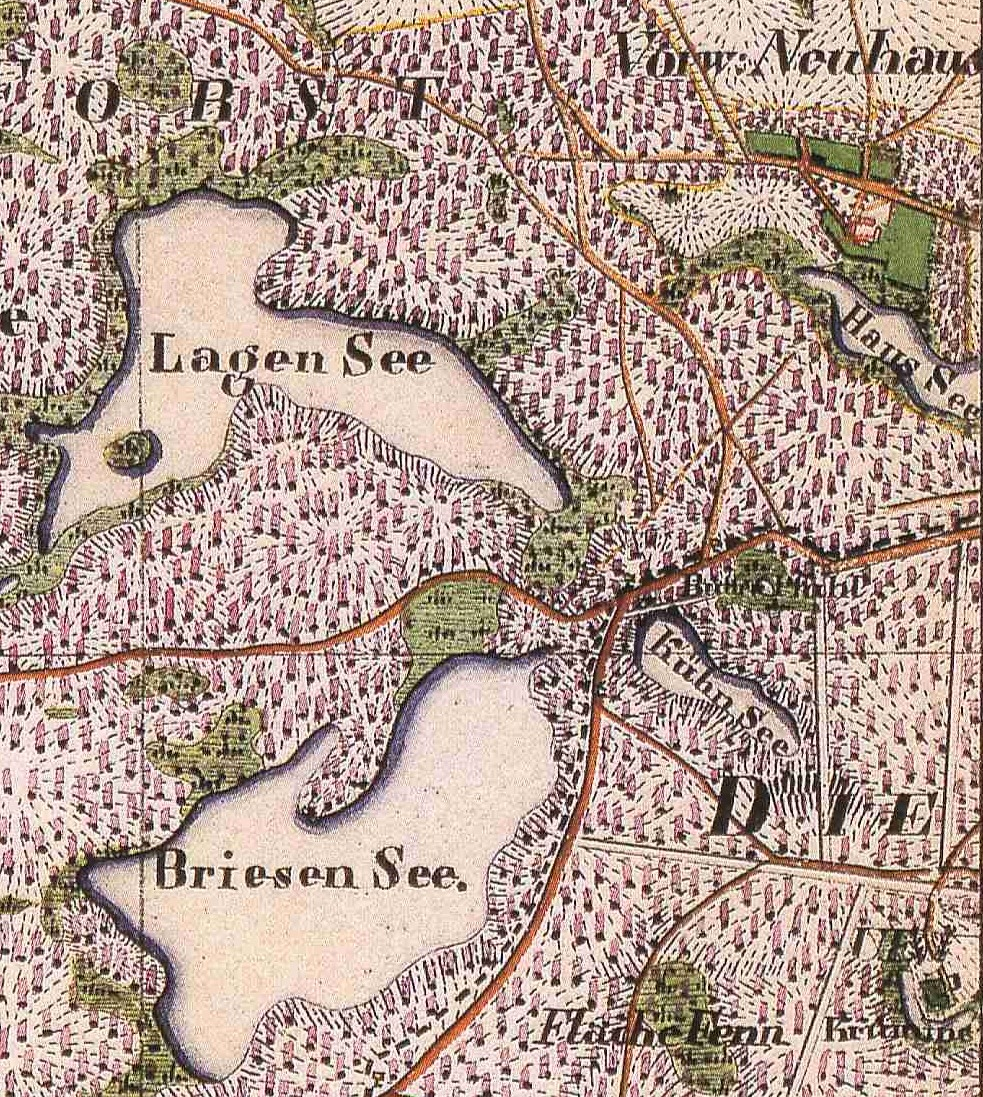
Neuhaus mit Briesensee, Laagensee (Lagensee) und Kiehnsee (Kühnsee) auf dem Urmesstischblatt 2948 von 1826

Neuhaus (ⓘ) ist ein Wohnplatz im Ortsteil Steinhöfel der Stadt Angermünde im Landkreis Uckermark (Brandenburg). Der Wohnplatz wurde vor 1608 als Rittersitz mit Wirtschaftsgebäuden und einer Schäferei auf der Feldmark des im 14. Jahrhundert wüst gefallenen Dorfes Babelndorf und der einen Hälfte der Feldmark des wüsten Dorfes Schöneberg neu angelegt. Diese Siedlung wurde im Dreißigjährigen Krieg völlig zerstört, erst 1684 ist wieder ein Wohnsitz vorhanden, aus dem sich das Rittergut und spätere Gutsbezirk bildete. 1928 wurde aus dem Gutsbezirk Neuhaus und Teilen benachbarter Gutsbezirke die Gemeinde Neuhaus gebildet, die 1957 nach Steinhöfel eingemeindet wurde.

## Lage
Der Wohnplatz Neuhaus liegt 3,8 km südwestlich vom Ortskern von Steinhöfel. Knapp drei Kilometer südwestlich liegt der Ort Poratz. Zwei Kilometer nordöstlich von Neuhaus liegt der Wohnplatz Friedrichsfelde und 2,2 km ostsüdöstlich liegt der Wohnplatz Luisenthal. Der Wohnplatz Neuhaus hat keine eigene Gemarkung mehr. Sie wurde nach der Eingemeindung 1957 mit der Gemarkung Steinhöfel verschmolzen. Die frühere Gemarkung, die heutigen Fluren 4 bis 6 der Gemarkung Steinhöfel grenzte im Norden an den Suckower Forst, später Gemarkung Stegelitz, im Osten an die ursprüngliche Gemarkung von Steinhöfel, Greiffenberg und Görlsdorf, im Süden an Parlow-Glambeck und im Westen an Gemarkung Temmen (Gemeinde Temmen-Ringenwalde).
Der Ort liegt auf 70 m ü. NHN. Unmittelbar südöstlich liegt der kleine, stark verlandende Haussee, westlich der Laagensee, beide auf der ursprünglichen Gemarkung Neuhaus. Südöstlich liegen Warnitz- und Schönebergsee, die allerdings nicht auf der alten Gemarkung Neuhaus lagen. Nur etwa einen Kilometer östlich vom Wohnplatz Neuhaus verläuft die A 11.
Neuhaus liegt hinter der Angermünder Eisrandlage der letzten Kaltzeit (Weichsel-Kaltzeit). Die Grund- und Stauchmoränen dieses Bereich geben der Landschaft eine kuppige Morphologie. In diese Grundmoränen sind Schmelzwasserrinnen eingetieft, die sich noch unter dem Eis gebildet hatten. Sie sind mit fluviatilen Sedimenten verfüllt, zum Teil sind sie aber auch noch als morphologische Rinnen erhalten. In diesen Rinnen liegen einige Seen.

## Geschichte
1608 ist Neuhaus als Rittersitz des Liborius von Sparr erstmals genannt. Der Name ist selbsterklärend. 1610 wird unter dem Zubehör des Rittersitzes Neuhaus das Feld Babelndorf und die halbe Feldmark Schönberg genannt. Babelndorf und Schöneberg waren zwei wüst gefallene Dörfer.

### Das wüst gefallene Dorf Babelndorf
Babelndorf war eine deutsche Gründung aus der Zeit der deutschen Ostsiedlung. 1375 wird das Dorf im Landbuch Karls IV. zwar noch genannt, jedoch ohne nähere Angaben. Vermutlich war das Dorf schon wüst. Es wird in den Lehnbriefen für die von Sparr von 1537, 1553, 1571 und 1599 unter den zur Herrschaft Greiffenberg gehörigen Dörfern zwar aufgezählt, war jedoch zu diesem Zeitpunkt sicher wüst. Die alte Dorfstelle befand sich wohl nordwestlich von Neuhaus; die genaue Lage ist nicht bekannt.

### Das wüste Dorf Schöneberg
Auch das Dorf Schöneberg war eine Gründung deutscher Siedler aus dem Anfang des 13. Jahrhunderts. Es fiel um 1400 oder kurz danach wüst. Zum späteren Gutsbezirk und zur späteren Gemarkung von Neuhaus gehörte auch die Hälfte der Feldmark des wüst gefallenen Dorfes Schöneberg. Die andere Hälfte der Feldmark von Schöneberg ging im Görlsdorfer Forst auf. Die Dorfstelle von Schöneberg lag beim Warnitzsee und Schönebergsee, der vom Dorf seinen Namen erhielt. Die genaue Lage ist ebenfalls unbekannt.

### Rittersitz, Vorwerk und Gutsbezirk
1608 baute Liborius von Sparr in Neuhaus einen Rittersitz auf. Der Rittersitz umfasste ein Wohnhaus, Wirtschaftsgebäude und eine Schäferei. 1610 der Enkel des obigen Liborius, der ebenfalls Liborius von Sparr hieß, das Gut Neuhaus mit der wüsten Feldmark Babelndorf und der Hälfte der wüsten Feldmark Schöneberg für 1.500 Gulden pommerischer Währung an Joachim von Buch. Im Dreißigjährigen Krieg wurde Neuhaus völlig zerstört und verlassen. Noch 1670 lag das Gut Neuhaus ganz wüst und öde. Die von Buch mussten Neuhaus mit seinem Zubehör auf Wiederkauf an die Schwestern von Sack, verehelichte von Mörner und verehelichte von Schönebeck verkaufen. Sie verkauften Neuhaus mit Zubehör noch im selben Jahr auf 30 Jahre weiter an den Berliner Kaufmann Paul Simund Tietze. Bis 1684 war wieder ein Wohnsitz aufgebaut worden, der dem Joachim Tietz(e) aus Berlin gehörte. 1695 verkauften die Tietzeschen Erben, NN. Reinhardt und Frau, geb. Tietze 1/4 von Neuhaus an Reichsgraf Friedrich Wilhelm von Sparr auf Greiffenberg. 1698 fiel der Rest zunächst an den Berliner Bürger und Brauer Heidmann. 1708 erwarb Reichsgraf Friedrich Wilhelm von Sparr auf Greiffenberg auch diesen Anteil. 1701 lag der Ritteracker in zwei Feldern zu 4 Wispel Roggensaat, 2 Wispel 5 Scheffel Gerstenaussaat, 20 Scheffel Hafersaat, 2 Scheffel Erbsensaat und ein Scheffel Sommerroggensaat. Ein Wohnhaus war vorhanden, jedoch keine Scheunen und Ställe. Vermutlich wurde Neuhaus damals von Steinhöfel aus bewirtschaftet, denn das Gut Neuhaus war mit einem Anteil von Steinhöfel verbunden. 1711 war dann eine Schäferei aufgebaut, aber noch nicht besetzt.
1730 gelang es Adolph Friedrich d. Ä. von Buch (1687–1733) zu Stolpe das Gut Neuhaus mit Zubehör wieder einzulösen, wie es 1610 auf Wiederkauf verkauft worden war. 1734 wohnten zwei Häuslinge, ein Fischer und ein Schäfer in Neuhaus.
Bei der Teilung der Güter 1757 unter die zwei Söhne des Adolph Friedrich von Buch fiel Neuhaus neben Stolpe, Schöneberg, Galow, Gellmersdorf, Dobberzin, Wilmersdorf und Anteilen an Criewen und Steinhöfel an Adolph Friedrich d. J. von Buch (1733–1811). 1775 war Neuhaus Rittervorwerk mit Schäferei. Beim Vorwerk wohnten sieben Einlieger und Büdner. Es gab fünf Feuerstellen, davon vier in Familienhäusern. 1790 wohnte der Verwalter des Vorwerkes und sieben Einlieger in Neuhaus. Es gab vier Feuerstellen. 1801 beschreibt Friedrich Wilhelm Bratring Neuhaus wie folgt: Neuhaus, Vorwerk, unweit Steinhöfel, nebst 5 Einliegern, 1533 Morgen Holz. Besitzer war der Geheime Legationsrat von Buch auf Stolpe.
Erbe des Adolph Friedrich d. J. von Buch war schließlich sein einziger Sohn, der Naturforscher Christian Leopold von Buch (1774–1853). Neuhaus hatte damals 51 Einwohner. Als Besitzer ist der Ritterschaftsrat von Buch auf Verkehrt-Grünow (Grünow) angegeben. 1831 brannte die Siedlung nieder und wurde wieder aufgebaut. Nach der Topographisch-statistische(n) Uebersicht des Regierungs-Bezirks Potsdam und der Stadt Berlin des August Sellentin von 1841 bestand Neuhaus aus drei Feuerstellen. Die Siedlung hatte den Status eines Rittergutes und hatte 50 Einwohner.
Nach seinem Tod erbte dessen einziger Sohn, der Kammerherr Alexander von Buch (1814–1885) zu Stolpe den väterlichen Besitz. 1861 hatte das Gut Neuhaus eine Fläche von 2141 Morgen, davon 8 Morgen Gehöfte, 340 Morgen Acker, 50 Morgen Wiesen, 275 Morgen Weiden und 1468 Morgen Wald. Der Ort bestand aus drei Wohnhäuser und 6 Wirtschaftsgebäude und hatte 56 Einwohner. Neuhaus bildete damals einen eigenen Gutsbezirk. 1871 gehörte zum Gutsbezirk Neuhaus auch das Forsthaus Cavelschütz. Letzteres hatte vier Einwohner und bestand aus einem Wohnhaus. Die Einwohnerzahl von Neuhaus war zum 1. Dezember 1871 auf 31 Personen gefallen, nachdem das Rittergut 1867 noch 59 Einwohner hatte. Bei der Bildung der Amtsbezirke 1874 in der damaligen Provinz Brandenburg wurde der Gutsbezirk Neuhaus dem Amtsbezirk 20 Görlsdorf des Kreises Angermünde zugeordnet.
1879 ist die Gesamtgröße von Gut Neuhaus mit 608,95 ha angegeben, davon 160,50 ha Acker, 16,50 ha Wiesen, 15,50 ha Weiden, 376,25 ha Wald und 39,50 ha Wasser. Der Grundsteuerreinertrag war auf 5592 Mark angesetzt.
1885 war Heinrich Graf von Redern in Görlsdorf im Besitz des Gutes Neuhaus. Es hatte damals eine Größe von 653 ha, davon waren 75 ha Acker, 17 ha Wiesen, 15 ha Weiden, 500 ha Wald und 46 ha Wasser. Der Waldanteil hatte sich durch Aufforstungen deutlich erhöht. Der Grundsteuerreinertrag war auf 5700 Mark angesetzt. Der Wald wurde von Revierförster Jonas administriert. 1888 ist Graf Heinrich von Redern verstorben. Erbe war sein Sohn Wilhelm von Redern. 1903 hatte Reinhold Newrzella die Administration des Forsts übernommen. Das Gut hatte nun nur noch eine Gesamtgröße von 629,30 ha, davon 65,10 ha Acker, 13,80 ha Wiesen, 1 ha Weiden, 533 ha Wald, 8,10 ha Unland, Wege und Gehöft und 8,30 ha Wasser. Der Grundsteuerreinertrag ist nun mit 5595 Mark angegeben. 1900 bestand Neuhaus aus drei Wohnhäusern und hatte nur noch 13 Einwohner.
1907 hatte Wilhelm Graf von Redern die Kavelheide und Bauernländereien in Steinhöfel an das Gut Neuhaus angeschlossen. Die Gesamtgröße war nun auf 949 ha angewachsen, davon waren noch 176 ha Acker, 19 ha Wiesen, 23 ha Weide, 676 ha Wald, 11 ha Unland und 44 ha Wasser. Der Grundsteuerreinertrag war auf 7636 Mark gestiegen. 1921 und 1929 war Victoria Marie Fürstin zu Lynar Gräfin von Redern (1889–1981), Tochter des Grafen Wilhelm Heinrich von Redern (1842–1909) und der Marie Caroline Gräfin Lichnowski (1861–1933) und verheiratet mit Ernst Fürst zu Lynar (1875–1934), Besitzerin des riesigen Grundbesitzes der von Redern im Barnim und der Uckermark, und damit auch des Gutes Neuhaus mit Kavelheide und Teilen von Steinhöfel.
Nach dem Zweiten Weltkrieg wurden in der Bodenreform 1946 1998 ha enteignet. 366 ha Land und 113 ha Forst wurden Neubauern aufgeteilt. Insgesamt entstanden so 30 Betriebe mit 10 bis 15 ha, zusammen 407 ha (1951).
1952 wurde die Oberförsterei Neuhaus wieder eingerichtet. Sie wurde dem Staatlichen Forstwirtschaftsbetrieb Schorfheide in Joachimsthal unterstellt. 1965 wurde der Staatliche Forstwirtschaftsbetrieb Neuhaus begründet. Die Revierförsterei hatte weiterhin ihren Sitz in Neuhaus.
| Jahr      | 1734 | 1774 | 1790 | 1801 | 1817 | 1840 | 1858 | 1871 | 1895 | 1925 | 1933 | 1946 | 1950 |
| Einwohner | 20   | 40   | 56   | 41   | 51   | 50   | 56   | 31   | 13   | 16   | 159  | 212  | 1950 |

- Das Historische Gemeindeverzeichnis gibt für den Zeitraum 1875 bis 1925 viel zu hohe Einwohnerzahlen an, die mit den Originalquellen nicht übereinstimmen. Sie wurden daher nicht berücksichtigt.

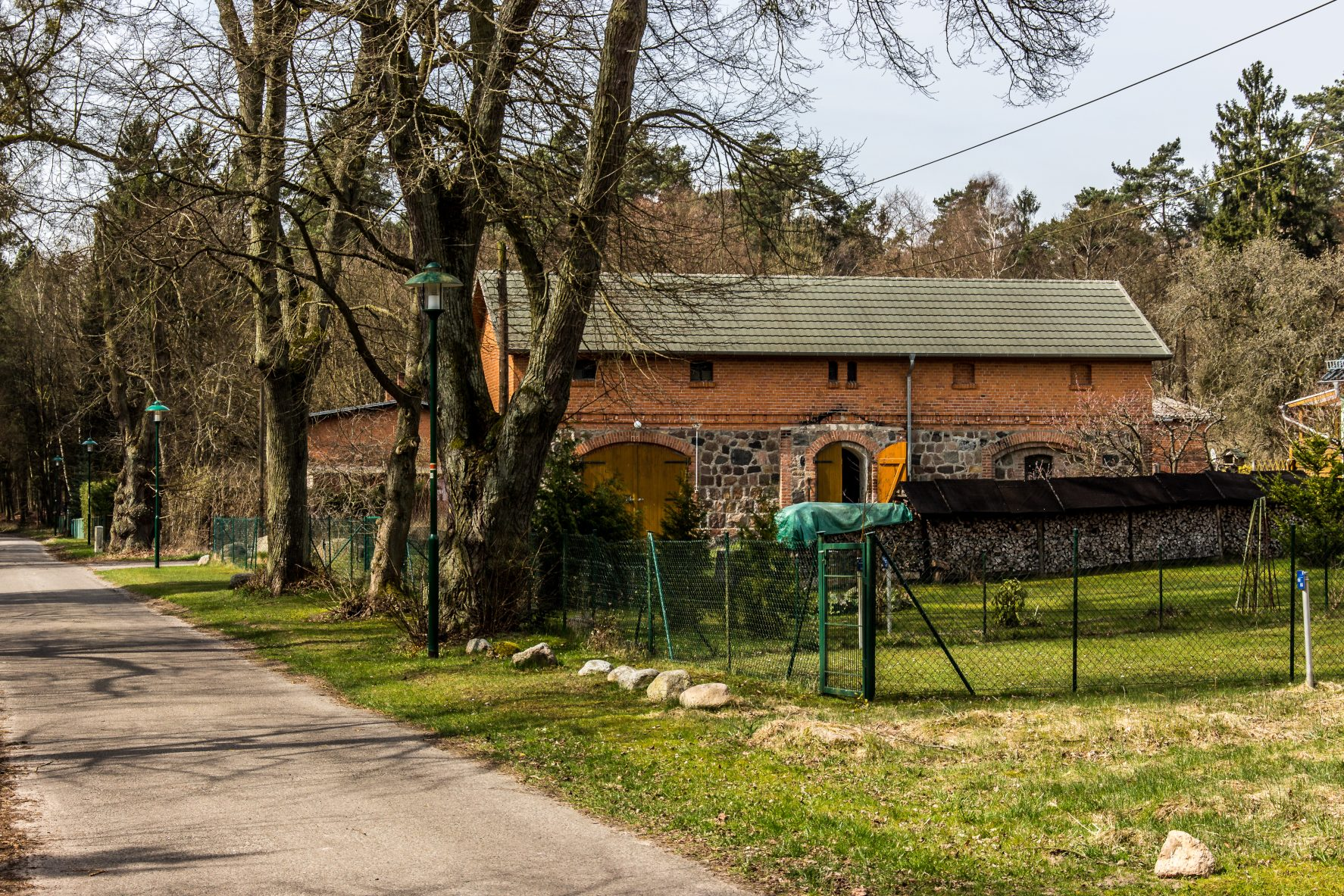
Neuhaus 6 – Wohnhaus und Wirtschaftsgebäude mit Schwarzer Küche

### Bildung der Landgemeinde Neuhaus
1928 wurde aus dem Gutsbezirk Neuhaus und Teilen benachbarteter Gutsbezirke die Gemeinde Neuhaus gebildet. Während der größere Teil des Gutsbezirks Siebershof mit dem Gutsbezirk Görlsdorf zur Gemeinde Görlsdorf vereinigt wurde, wurde der westliche Teil des Gutsbezirks abgetrennt und mit dem Gutsbezirk Neuhaus zur neugebildeten Gemeinde Neuhaus vereinigt. 1931 hatte die Gemarkung von Neuhaus eine Größe von 2021 ha. 1950 gehörten zur Gemeinde Neuhaus auch die Wohnplätze Friedrichsfelde, Heinrichshagen und Luisenthal.

### Eingemeindung und heutiger Status
Zum 1. Januar 1957 wurde die Gemeinde Neuhaus nach Steinhöfel eingemeindet und war 1964 und 1971 Ortsteil von Steinhöfel. Im Zuge der Ämterbildung im Land Brandenburg schloss sich Steinhöfel 1992 mit 21 anderen Gemeinden zum Amt Angermünde-Land zusammen. Zum 26. Oktober 2003 wurde Steinhöfel zusammen mit dem Großteil der Gemeinden des Amtes Angermünde-Land in die Stadt Angermünde eingegliedert. Steinhöfel ist seither ein Ortsteil der Stadt Angermünde. Neuhaus hat den Status eines Wohnplatzes.

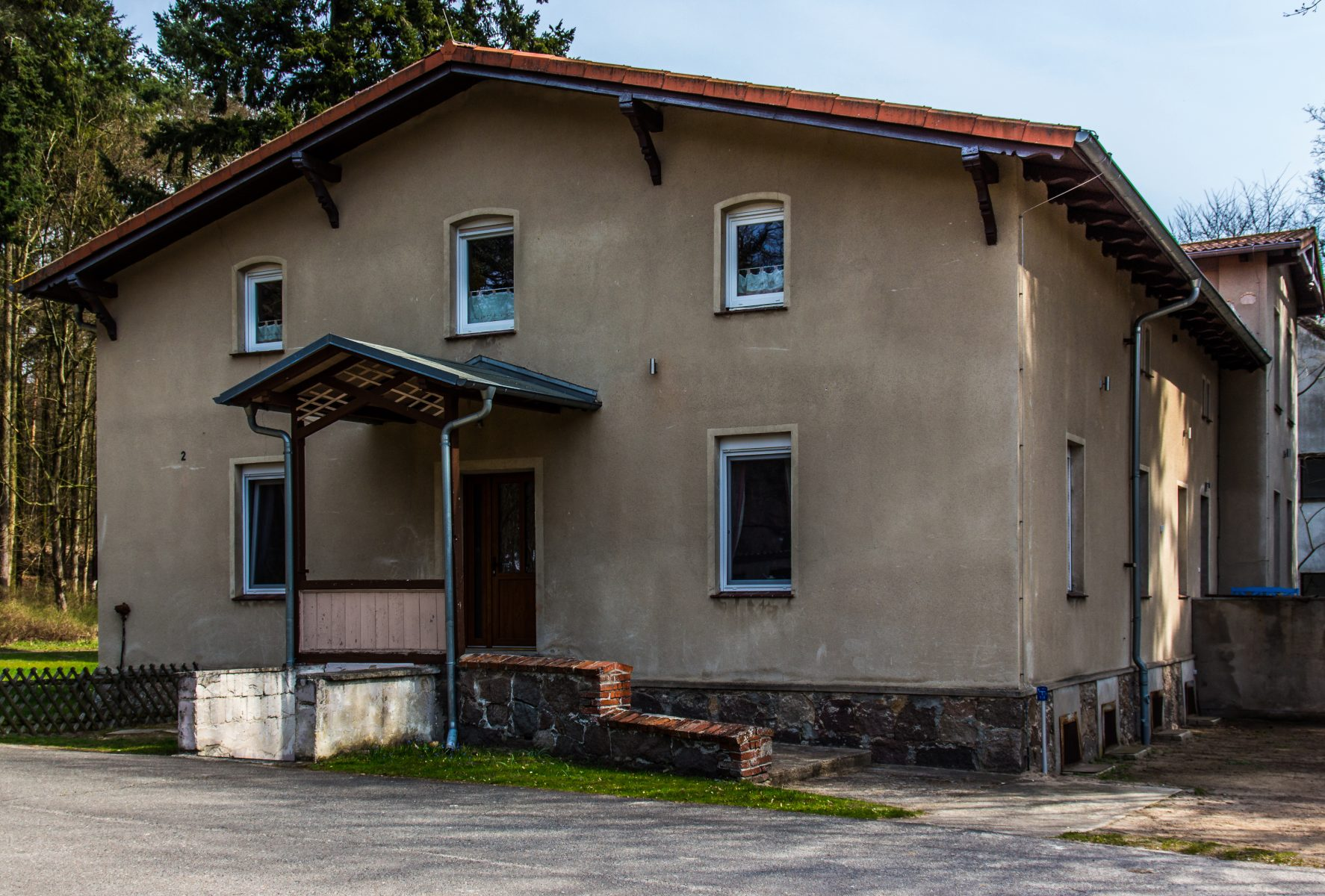
Denkmalgeschütztes Verwaltungsgebäude des Staatlichen Forstwirtschaftsbetriebs

## Denkmale
In Neuhaus steht das Verwaltungsgebäude des Staatlichen Forstwirtschaftsbetriebs (Neuhaus 2) unter Denkmalschutz (Nr. 09130671).